# Jean Ruiz
Jean Ruiz (* 6. April 1998 in Guebwiller) ist ein französischer Fußballspieler.

## Karriere

### Verein
Ruiz begann seine Laufbahn bei der ASCA Wittelsheim. 2011 schloss er sich der US Wittelsheim an, bevor er 2012 in die Jugend des FC Sochaux wechselte. Nach vier Jahren wurde er zur Saison 2016/17 in den Kader der ersten Mannschaft befördert. Am 17. Oktober 2016 (11. Spieltag) gab er beim 1:0 gegen den RC Lens sein Debüt in der Ligue 2, der zweithöchsten französischen Spielklasse, als er in der 77. Minute für Thomas Robinet eingewechselt wurde. Bis Saisonende absolvierte er neun Zweitligapartien. 2017/18 avancierte er zum Stammspieler der Mannschaft und kam bis Saisonende zu 23 Ligaspielen, wobei er ein Tor erzielte. 2018/19 bestritt er 16 Partien in der Ligue 2.
Zur Spielzeit 2019/20 wechselte er zum Schweizer Erstligisten FC Sion. Er debütierte am 19. Juli 2019 (1. Spieltag) beim 1:4 gegen den FC Basel in der Super League als er in der Startelf stand. Bis zum Ende der Saison absolvierte er 18 Spiele für die Profis in der Super League und zwei Partien für die zweite Mannschaft in der drittklassigen Promotion League. 2020/21 spielte er 16-mal in der Super League und dreimal in der Promotion League. In der Spielzeit 2021/22 bestritt er elf Partien in der Promotion League, für die Profis kam er in der Super League lediglich einmal zum Einsatz. Daraufhin kehrte er im Januar 2022 nach Frankreich zurück und schloss sich auf Leihbasis dem Drittligisten US Boulogne an.

### Nationalmannschaft
Ruiz absolvierte von 2014 bis 2017 insgesamt 29 Partien für französische Juniorennationalmannschaften. 2015 wurde er mit der französischen U-17-Auswahl Europameister.